# Пема Рінчен
Пема Рінчен (англ. Pema Rinchen, нар. 20 лютого 1986, Тхімпху) — бутанський футболіст, захисник клубу «Їдзин».
Грав за національну збірну Бутану.

## Клубна кар'єра
У дорослому футболі дебютував 2008 року виступами за команду клубу «Їдзин», кольори якої захищає й донині.

## Виступи за збірну
2008 року дебютував в офіційних матчах у складі національної збірної Бутану.